# 23296 Brianreavis
23296 Brianreavis è un asteroide della fascia principale. Scoperto nel 2001, presenta un'orbita caratterizzata da un semiasse maggiore pari a 2,2565514 UA e da un'eccentricità di 0,1982794, inclinata di 5,63788° rispetto all'eclittica.